# Невестино (община)
Невестино (болг. Община Невестино) — община в Болгарии, расположена в историко-географической области Осоговия. Входит в состав Кюстендилской области. Население составляет 3202 человека (на 2005).

## Состав общины
В состав общины входят следующие населённые пункты:
1. Ваксево
2. Ветрен
3. Длыхчево-Сабляр
4. Долна-Козница
5. Друмохар
6. Еремия
7. Згурово
8. Илия
9. Кадровица
10. Лиляч
11. Мырводол
12. Невестино
13. Неделкова-Граштица
14. Пастух
15. Пелатиково
16. Раково
17. Рашка-Граштица
18. Смоличано
19. Страдалово
20. Тишаново
21. Церварица
22. Чеканец
23. Четирци